# Emerson (Nebraska)
Emerson è un comune degli Stati Uniti d'America, situato nello Stato del Nebraska, diviso tra la contea di Dixon, la contea di Dakota e la contea di Thurston.